# Сид Грауман
Сидни Патрик Грауман (на английски: Sidney Patrick Grauman) е американски импресарио, създал две от най-разпознаваемите и посещавани забележителности в Холивуд - Китайския театър и Египетския театър.
Грауман е сред 36-мата основатели на Академията за филмово изкуство и наука в Бевърли Хилс.

## Биография
Грауман е роден еврейско семейство в Индианаполи, като син на Дейвид Грауман (починал през 1921 г. в Лос Анджелис, Калифорния ) и Роза Голдсмит (1853–1936). Родителите на Грауман са театрални актьори в различни шоу програми.
Като тийнейджър Грауман придружава баща си до Доусън Сити, Юкон по време на златната треска. Там работи като разносвач на вестници и понеже вестниците са оскъдни, може да им иска по долар за брой. Грауман разказва история за собственик на магазин, който купил вестник от него за 50 долара. След това собственикът на магазина четял вестника на глас в магазина си, като таксувал местните миньори с входна такса, за да слушат новините. В Юкон младият Грауман научава урок, който ще му служи до края на живота му - че хората с готовност плащат за забавления. Сид и баща му започват да организират концерти и боксови мачове, от които печелят добре. По време на престоя си в Юкон Грауман гледа за първи път и филмова прожекция.
Първоначалната идея на Дейвид Грауман, завеждайки малкия си син в Клондайк, е да построи там театър и макар да не успяват като златотърсачи, двамата натрупват значително състояние от своите развлекателни дейности. Когато сестра му се разболява, Дейвид Грауман напуска Аляска, за да се грижи за нея и младият Сид остава за известно време сам в Доусън Сити. Впоследствие родителите му се установяват в Сан Франциско и Грауман се присъединява към тях през 1900 г.
В Сан Франциско Дейвид и синът му решават да открият водевилен театър. Първото им начинание е на Маркет Стрийт близо до Мейсън, наречено „Уникалния театър“. Не след дълго те добавят филми към водевилните представления и втори театър, наречен Лицея. Семейство Грауман играе важна роля и в създаването на дружеството Нортуест Водевил Къмпани, чиято дейност се простира от Сан Франциско до Минеаполис и Портланд, Орегон. Компанията доставя качествено забавление на живо на разумни цени в северозападната част на САЩ.
Дейвид Грауман се опитва неуспешно да разшири театралния си бизнес в Ню Йорк и на източното крайбрежие на САЩ. В началото на 1906 г. семейство Грауман губят договора си за наем на Уникалния театър - сградата е закупена от нов собственик, който удвоява наема им. В действителност сградата е в състояние да помести театър, единствено защото Грауман го е създал там преди да бъде приета нова противопожарна уредба. Преди изтичането на договора за наем Дейвид Грауман възлага на група мъже с брадви да разрушат интериора, така че пространството не може да бъде възстановено за използване като театър. Малко след като освобождават Уникалния театър земетресението в Сан Франциско през 1906 г. унищожава сградата. Сид успява да спаси един от кинопрожекторите на театъра от руините. Той взима палатка от един проповедник евангелист от Оукланд и я разпъва с няколко пейки от разрушена църква на мястото, където някога е стоял Уникалният театър. Бащата и сина Грауман поставят табела пред импровизирания си театър, на която пише: „Нищо няма да падне върху вас, освен платно, ако има ново земетресение“. За помощта им в повдигането на духа на гражданите през трудните времена след земетресението, семейството получава похвала от град Сан Франциско. Те управляват своя палатков театър в продължение на две години; по това време Дейвид Грауман открива и друг театър, наречен Нов национален театър.
През 1917 г. семейство Грауман решава, че ще се преместят в Лос Анджелис и ще строят театри там. Те се обръщат с оферта към Адолф Зукър, бъдещият собственик и основател на Парамаунт Пикчърс, който се съгласява да гупи театрите им в Сан Франциско и да им помогне с финансирането на театралния им бизнес в Лос Анджелис.
През 1918 г. отваря врати първият от трите забележителни кино дворци на семейство Грауман в Лос Анджелис: „Театърът за милиони долари“. През 1921 г. Дейвид Грауман внезапно умира и не успява да види завършването на Египетския театър, открит година след смъртта му. Работейки самостоятелно, Сид Грауман започва изграждането на последния си театър, Китайския театър през 1926 г., който е открит с премиерен спектакъл на 18 май 1927 г. Събира се тълпа от зрители, които искат да видят както присъстващите звезди, така и великолепието на сградата. Много от елементите в декорацията са внесени от Китай; дори са доведени китайски занаятчии, които да създадат скулптурите, разположени първоначално в предния двор на театъра, а понастоящем вътре в сградата.
Предният двор все още съдържа известните сега отпечатъци в цимент на ръце и стъпала на знаменитости. Традицията започва случайно малко преди завършването на строителството на сградата. Публикувани са две версии на историята; едната е, че актрисата Мери Пикфорд стъпва в мокрия цимент на път да види новата сграда на Сид Грауман, а другата кредитира Норма Талмедж за грешката. Грауман решава, че това е чудесен начин да има вечен запис на звездите и започва да кани избрани филмови знаменитости да оставят отпечатъци от ръцете и стъпалата си в бетон. Първоначално той лично избира кои звезди да покани, но традицията продължава и след смъртта му, като се използва тайна система за избор.
Въпреки че Китайският театър носи името му, Грауман не е неговият единствен собственик. Негови бизнес партньори в начинанието са Мери Пикфорд, Дъглас Феърбанкс и Хауърд Шенк. Две години след откриването му той продава своя дял от театъра на Фокс Уест Коуст Тиатърс, но остава негов управляващ директор до смъртта си. Над четири милиона души посещават Китайския театър годишно.
Грауман е добре познат на водещите звезди на Холивуд и се смята за близък приятел на мнозина, включително звезди от ранга на като Чарли Чаплин и Мери Пикфорд, които в началото на кариерата си са играли в театрите му. Дейвид Грауман дори е създател на псевдонима на Пикфорд „Любимката на Америка“.
Сид Грауман, който никога не се жени, е бил отдаден на майка си. Тя e единствената не-знаменитост, чиито отпечатъци са взети и изложени в Китайския театър.
В продължение на 35 години Грауман живее в хотел „Амбасадор“ в Лос Анджелис, но последните 6 месеца от живота си прекарва в медицинския център Сийдърс-Синай. Репортажи от това време твърдят, че престоят му в медицинския център не е бил свързан със заболяване, а с привързаност към мястото; Грауман дори имал навика да напуска центъра, за да вечеря в някой първокласен ресторант, преди да се върне в болницата да спи.
Грауман получава почетна награда Оскар през 1949 г. за повишаване на стандарта за показване на филми. Той има звезда на Холивудската алея на славата на булевард Холивуд 6379. Той е и сред първоначалните 36 основатели на Академията за филмово изкуство и наука (АФИН) през 1927 г.
Грауман умира от коронарна оклузия в Медицинския център Сийдърс-Синай в Лос Анджелис на 5 март 1950 г., дванадесет дни преди своя 71-и рожден ден. Погребан е в гробището на Мемориалния парк Форест Лоун в Глендейл, Калифорния.
След смъртта на Грауман, жена на име Кари Адеър заявява, че негова фактическа съпруга и майка на детето му. Адеър представя копие на завещание и писмо, което я посочва като любима на Грауман от детството. Сестрата на Адеър, Агнес Герлих, дава показания, че сестра й е живяла в Тексас през времето, за което твърди, че е била с Грауман, както и че детето, което Адеър твърди, че е на Грауман, всъщност е нейната дъщеря, а не на Адеър.